# Rutger Gunnarsson
Rutger Gunnarsson (12. februar 1946 – 30. april 2015) var en svensk musiker, basguitarist, guitarist, arrangør og producer. Han er mest kendt for sin medvirken på ABBAs studioindspilninger og turnéer.